# 国鉄4110形蒸気機関車

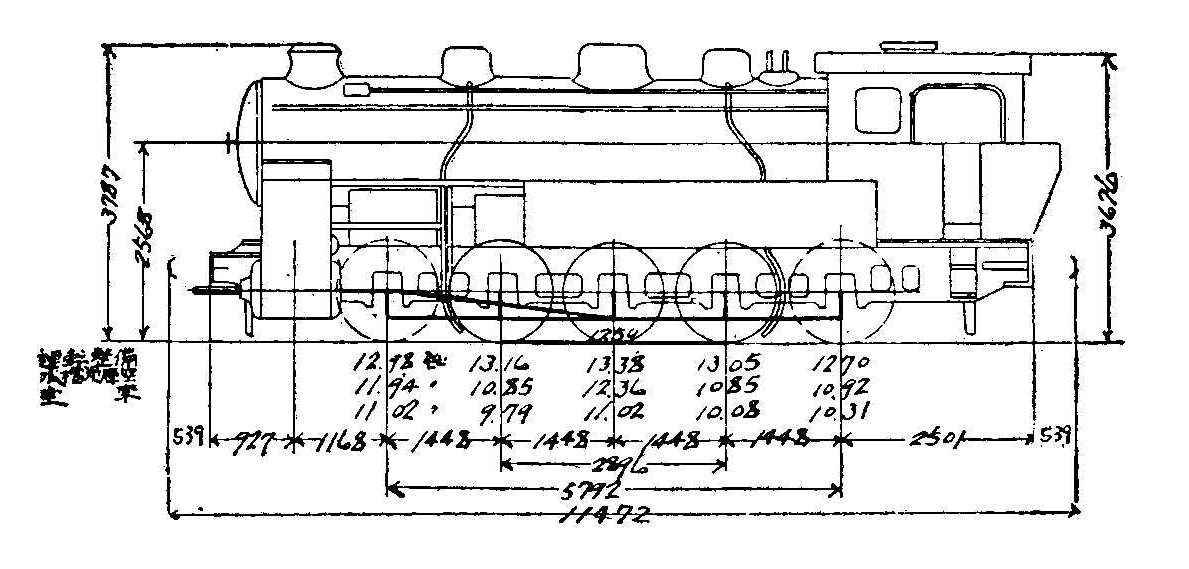
形式図

4110形は、日本国有鉄道（国鉄）の前身である鉄道院が製作した急勾配路線用のタンク式蒸気機関車である。動輪5軸を有する強力形蒸気機関車であり、奥羽本線等の主要幹線の急勾配区間で運用された。
4110形は、1912年（明治45・大正元年）に当時のバイエルン王国から輸入された4100形の機構を元に、日本で設計を改良して国産された機関車である。基本的な機構面では同形式を踏襲している。

## 製造
1914年（大正3年）に30両（4110 - 4139・製造番号91 - 120）、1918年（大正7年）に9両（4140 - 4148・製造番号283 - 291）が、それぞれ川崎造船所により製造された。1918年製の9両は、歩み板を第2動輪上部で切り下げ、それにともなって蒸気管覆いの形状が丸みのあるものに変更されており、若干印象が異なるとともに、大煙管の本数が1本増えて22本となり、蒸発伝熱面積が118.3 m2、過熱伝熱面積が33.7 m2に増えているが、公式には諸元変更は行われていない。1918年製の形態変更は、台湾総督府鉄道向けとして1915年（大正4年）に製造された汽車製造製のデザインを採り入れたものであるらしい。

## 構造
4100形は動輪の間に幅の狭い火室を設けた設計であった。これは欧州で作られた蒸気機関車の設計としては標準的なものであったが、軌間が狭く、石炭の質がやや低い日本では火力の面で若干の制約が存在し、また火床部の奥行きが2.7 mに達したことで、投炭作業にも多大な労力を要した。
動輪が大きい旅客用機関車の場合であれば、従輪の上に火室を設ける手法がとられるが、貨物用機関車や急勾配用機関車は動輪がさほど大きくないため、ボイラー中心高を上げて動輪上に火室を設ける「広火室」設計を採り得る。これは同時期に開発された貨物用の9600形蒸気機関車で採用された形態で、本形式も同様の手法を採用した。
これにより火床の奥行きを約1.8 mに短縮しつつ火床面積を広げることが可能になったが、ボイラー中心高を上げることは、車両の重心を上げることにもつながる。同様の設計を行った9600形では高速運転時の安定の悪さが問題になったが、タンク式である本形式では、従来ボイラー脇に設けていた水槽の一部をボイラー下部に設けることで重心の上昇を防止した。なお、台枠については本形式製造当時の日本の製鋼技術では材料となる100 mm厚圧延鋼板の製造が困難であったため、本形式では板台枠を使用している。
火室を広げ蒸発能力を向上した効果により、本形式は4100形を上回る出力を発揮した。シリンダー出力は15.4 tfと4100形と同じであるが、動輪周上出力は890馬力で、これは同時期に製作された9600形蒸気機関車を上回る。
4100形と同様、第1動輪と第5動輪に横動を許容するゲルスドルフ式構造であった。また、第3動輪はフランジレスである。
機関車空車重量は52.22 t、軸重は13.38 t（第3動輪上）である。

## 運用
1914年（大正3年）製の本形式は、奥羽本線用として4116 - 4133の18両が庭坂機関庫に配属されたほか、鹿児島本線（現・肥薩線）の峠越え区間である人吉 - 吉松間専用として、4110 - 4115・4134 - 4139の12両が人吉機関庫に配属された。1917年（大正6年）製については、4140 - 4146は奥羽線、4147 - 4149が鹿児島線の配置となった。
急勾配区間での性能は良好であったが、4100形と同じく運転速度が制限されるなど、特殊な構造のため運用線区は限られており、上記以外の区間で使用されることはあまりなかった。奥羽本線は1919年（大正8年）の電化調査線区の選定の際、優先的な電化の必要性が高い路線とされていたが、実際の電化は太平洋戦争後の1949年（昭和24年）のことであった。このずれ込みの理由として、4100形および4110形の高性能ぶりが引き合いにだされることがよくある。
4110形は上記の両区間で長らく他形式の進出を許さずに活動を続けたが、1927年（昭和2年）には川内経由の海岸線開通で人吉 - 吉松間が鹿児島本線から外れ、支線の肥薩線に格下げされたことに伴い、輸送需要が減少した。これにより、人吉機関区所属本形式の一部（4138・4139・4148）が休車となり、4147が広島機関区に転属した。広島への転属は、操車場でのハンプ押上げ用とも、瀬野八での補助機関車用ともいわれるが、結局どちらにも適さず、そのまま休車となってしまった。
奥羽本線も羽越本線、上越線、陸羽東線・西線、横黒線（現・北上線）と板谷峠を迂回する形で山形・秋田両県と関東を結ぶ路線が開通したことから重要度が低下し、本形式が配置されていた庭坂機関区・米沢機関区 でも先に休車となっていた4100形に続く形で一部が休車となった。
その後、1930年代以降は老朽化が目立つようになったが、代替機関車への置き換えは戦後にまでずれ込んだ。1933年（昭和8年）6月末時点で、肥薩線用は人吉の4110 - 4115、4134 - 4137の10両が使用中で、前述の3両が第2種休車。奥羽線用には庭坂の4126・4128・4140 - 4146および米沢の4119・4122・4124の13両が使用中で、庭坂は4125・4127・4130 - 4133、米沢は4116 - 4118・4120・4121・4123が休車とされ、第2種休車は4116・4118・4120・4121・4127の5両であった。
1934年（昭和9年）には米沢配属車を庭坂に再統合、1936年（昭和11年）5月には、休車中であった4116・4118・4120・4121・4127・4138・4139・4147・4148の9両が廃車となり、1938年（昭和13年）9月には4125・4130・4131・4133の4両が廃車となった。この際、6両は次節のとおり民間に払下げられ、残りは解体された。
こうして国鉄線内では庭坂に16両、人吉に10両を残す形となった4110形であったが、戦時体制下に入って再び奥羽本線の輸送需要が増したことから、1941年（昭和16年）3月に4115、1943年（昭和18年）6月に4135が人吉から庭坂に転属、肥薩線ではその代機としてD51形が順次入線、1945年（昭和20年）以降は全面的に置き換えが行われ、同年11月に4113・4137、1946年（昭和21年）9月に4114・4136を庭坂に転属させた。しかし、4114・4136は状態が悪いことから奥羽本線では使用されることなく部品取り用とされ、同様に休車となっていた4146および肥薩線の余剰車4両とともに1947年（昭和22年）6月に廃車として一部の機関車運用を他区から転属の9600形で代替することとなった 。
戦時中以来の酷使による状態不良と石炭事情の悪化により勾配上での途中停車や空転、煙害の深刻化といった問題を抱えながら奥羽本線で運用されてきた庭坂機関区の残存機も、1948年（昭和23年）5月にE10形の登場によって4115・4122・4137が、1949年（昭和24年）9月には板谷峠電化（EF15形の投入）によって4113・4117・4119・4123・4124・4126・4128・4129・4132・4134が、1950年（昭和25年）1月に4140 - 4145が廃車となり、国鉄から姿を消した。4145は廃車直前に岡山に転属となり、機関車不足に悩んでいた片上鉄道へ貸し出されて硫化鉄鉱石輸送に使用された後、C13形の就役と入れ替わりに返却され、そこで廃車となっている。

## 譲渡

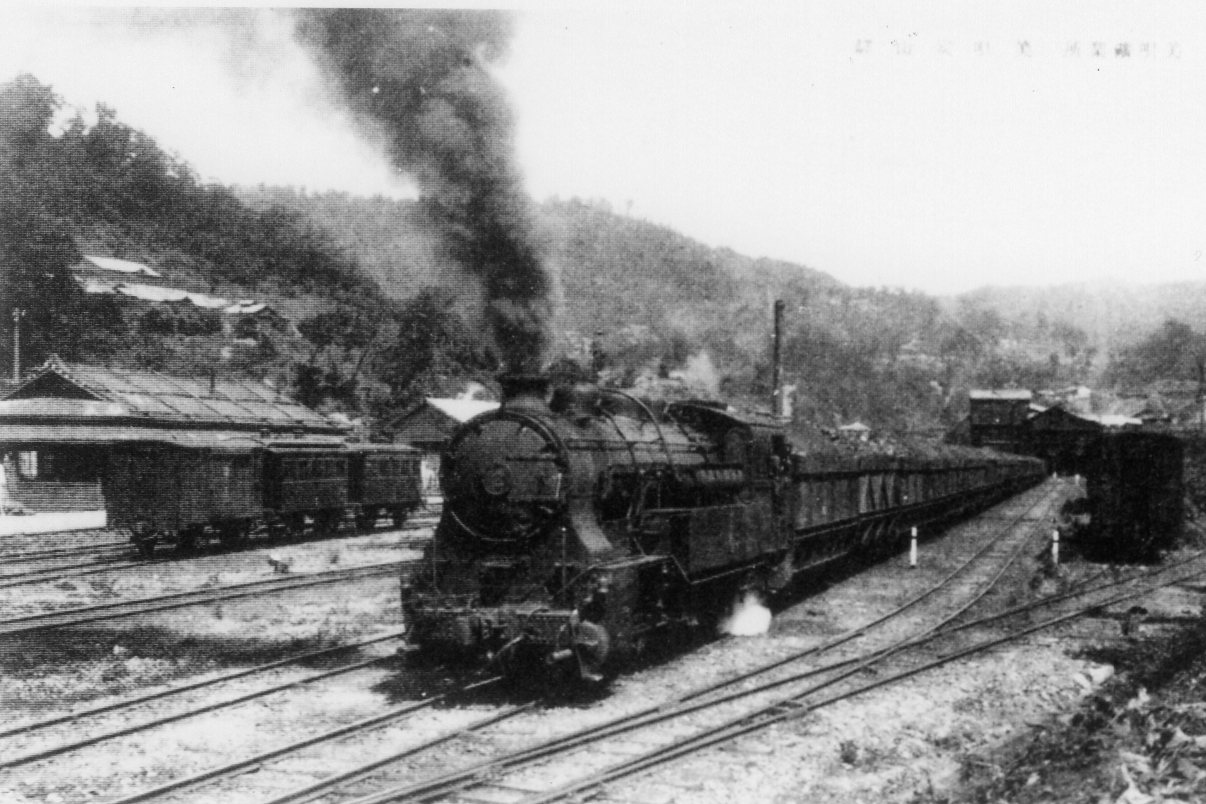
美唄鉄道の4110形/絵はがき

一部は松尾鉱業鉄道と美唄鉄道に譲渡され、松尾鉱業鉄道では1951年（昭和26年）の電化まで、また美唄鉄道では1972年（昭和47年）の廃線まで使用された。
内地のほか朝鮮半島へは、1938年（昭和13年）には、4両が標準軌に改軌の上で鴨緑江の水豊ダム建設のために建設された平北鉄道に、さらに1939年（昭和14年）に1両（番号不明）が、土崎工場で改軌のうえ虚川江ダムの建設と地下資源の運搬のため建設された端豊鉄道に移っているが、その後の行方はいずれも明らかではない。
- 4115（1941年） - 松尾鉱業鉄道4119（1951年廃車）
- 4116（1936年） - 松尾鉱業鉄道4116（1951年廃車）
- 4122（1948年） - 美唄鉄道4122（1971年廃車）
- 4125・4130・4131・4133（1938年） - 平北鉄道 同番号（標準軌に改軌）
- 4137（1948年） - 美唄鉄道4137→三菱鉱業茶志内炭礦専用鉄道（1964年譲受。1967年廃車）
- 4142（1949年） - 美唄鉄道4142→北海道炭礦汽船真谷地炭鉱専用鉄道5056（1967年譲受）
- 4144（1949年） - 美唄鉄道4144（1967年廃車）
- 4148（1938年） - 松尾鉱業鉄道4117（1951年廃車）
- 番号不明（1939年） - 端豊鉄道（標準軌に改軌）

## 同形機

### 台湾総督府鉄道
300形は、台湾総督府鉄道縦貫線の西海岸の勾配区間用として製造された鉄道院4110形の同形機である。1915年（大正4年）に6両（300 - 305。製造番号171 - 176）、1916年（大正5年）に5両（306 - 310。製造番号292 - 296）の計11両が汽車製造により製造され、苗栗庫に配置された。内地向けの2次車と大きく変わるところはないが、大煙管が1本多い22本であることや、炭庫背面や側水槽上縁に曲線を用いたデザインが特徴的である。
海岸線の開通により余剰気味になり、1935年（昭和10年）に303、304が新竹機関庫（現新竹機務段南新竹機務分駐所）に配転。1937年には、E43形に改称されたが、番号の変更はなかった。1938年（昭和13年）頃300、301、303が廃車となり、残余は新竹に集中配置となった。戦時中に状態不良で302が廃車となった。太平洋戦争後は7両が台湾鉄路管理局に引き継がれ、EK900型（EK901 - EK907）となっている。1968年2月に全車廃車、解体となった。

### 三菱鉱業美唄鉄道

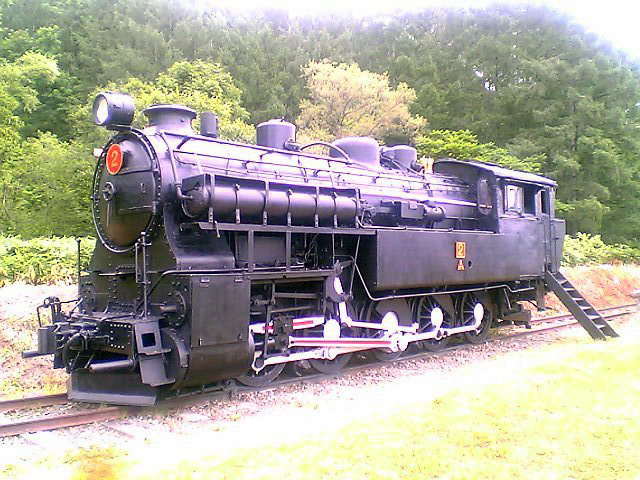
4110形では唯一、保存公開されている美唄鉄道2号機・美唄市東明駅跡（2005年）

美唄鉄道向けに、1920年に2両（2, 3）、1926年に1両（4）が三菱造船所により製造されている。2は、三菱造船所製蒸気機関車の第1号である（3の製造番号は2、4の製造番号は10）。こちらも設計は鉄道省の2次形に準じており、蒸発伝熱面積は118.26m²、過熱伝熱面積は33.72m²で、大煙管は1本増の22本となっている。運転整備重量は65.29t、水槽容量は7.29m³である。1926年製の4は、運転整備重量67.42t、水槽容量6.95m³であった。
その後、国鉄払下げの4122・4137・4142・4144を加えて7両体制となったが、1969年（昭和44年）までに3, 4137, 4142, 4144が廃車となり、4137と3,4142はそれぞれ三菱鉱業茶志内炭礦専用鉄道、北海道炭礦汽船真谷地炭鉱専用鉄道に転じた。4122は1971年（昭和46年）に廃車。2, 4が1972年（昭和47年）の美唄鉄道廃止まで使用された。

## 保存機
美唄鉄道の2が、美唄市東明 旧美唄鉄道東明駅跡に保存されているほか、同社の4も江別市内にて日本鉄道保存協会が保存しているが非公開である。
4122も、道内のファンにより福島市での保存が働きかけられたが、こちらは不調に終わった。同車も4と同じく日本鉄道保存協会の所有となっている。
2020年、4110型の2と東明（とうめい）駅舎の補修のためクラウドファンディングが企画され補修・再塗装が完了し、協力者の氏名プレートが建てられている。